# Nahuel Arrarte
Nahuel Arrarte (* 26. November 1980 in Buenos Aires, Argentinien) ist ein ehemaliger australisch-osttimoresischer Fußballspieler und heutiger -trainer.

## Karriere

### Spieler

#### Klub
Vom Blacktown City FC wechselte er Anfang 1997 zu Sydney United. Nachdem er dann von 1998 bis 1999 beim Rockdale Ilinden FC war, kehrte er Anfang 2000 wieder nach Sydney zurück. Nach einem Jahr ging er jedoch wieder zu Rockdale zurück und kehrte erneut nach zwei Jahren nach Sydney wieder zurück. Ab Anfang 2004 wechselte er schließlich zum Wolves FC, wonach er dann ein Jahr später zu Bankstown City ging.
Erstmals im Ausland war er dann ab Anfang 2007, wo er in Malaysia bei Johor Darul Ta’zim FC spielte. Nach einem Jahr kehrte er aber in seine Heimat zurück und schloss sich hier dem Sutherland Sharks FC an. Anschließend ging es für ihn 2009 dann weiter zu den Marconi Stallions FC. Im Jahr 2010 gehörte er dann auch dem fidschianischen Lautoka FC an, mit welchem er dann auch zu Einsätzen in der OFC Champions League kam. Später kehrte er aber dann zu den Stallions zurück und beendete hier nach der Saison 2013 seine Karriere.

#### Nationalmannschaft
Er wurde im Jahr 2009 für die osttimoresische Nationalmannschaft nominiert, ob er aber jemals zu Einsätzen kam, ist nicht bekannt.

### Trainer
Nach dem Ende seiner Karriere als Spieler verblieb er bei den Stallions und wurde hier Jugendtrainer und nahm auch die Rolle des Technischer Direktor ein. Ab Frühjahr 2019 wechselte er dann zu den Central Coast Mariners, wo er unter Co-Trainer unter Alen Stajcic wurde. Diesen begleitete er dann auch bei seinem Wechsel in den Frauenfußball, wo dieser nun Trainer bei der philippinischen Nationalmannschaft wurde. Er selbst agierte dann bis Von Anfang 2023 bis Sommer des Jahres dann noch einmal als Cheftrainer deren U20-Auswahl.
Nach der Weltmeisterschaft 2023 verließ er dann mit Stajcic die Nationalmannschaft und ging zu Perth Glory.